# Neuburg an der Donau
Neuburg an der Donau (amtlich: Neuburg a.d.Donau) ist eine Große Kreisstadt und der Sitz der Kreisverwaltung des oberbayerischen Landkreises Neuburg-Schrobenhausen. Neuburg war jahrhundertelang Residenzstadt für das Herzogtum Pfalz-Neuburg, was sich in der Architektur bis heute widerspiegelt.

## Geographie

### Lage

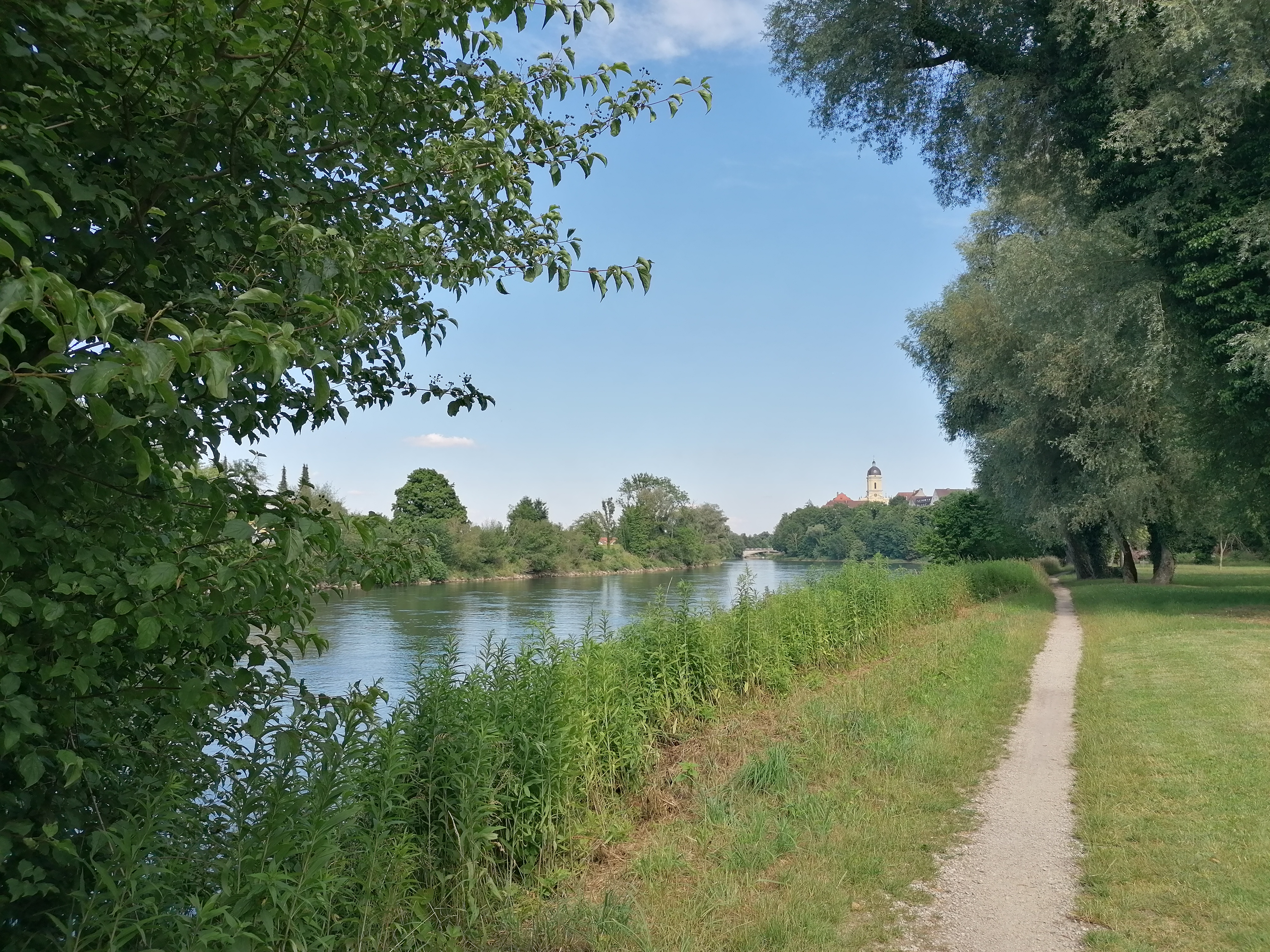
Donau in Neuburg

Neuburg liegt nordöstlich von Augsburg und westlich von Ingolstadt an der Donau, die sich hier teilt und eine bewohnte Donauinsel bildet, die Leopoldineninsel. Nördlich von Neuburg liegt das Naturschutzgebiet Finkenstein.

### Gemeindeteile
Die Stadt hat 27 Gemeindeteile (in Klammern ist der Siedlungstyp angegeben):
- Altmannstetten (Dorf)
- Auschlösschen (Einöde)
- Bergen (Pfarrdorf)
- Bittenbrunn (Pfarrdorf)
- Bruck (Dorf)
- Bürgerschwaige (Weiler)
- Eulahof (Einöde)
- Feldkirchen (Dorf)
- Forsthof (Forsthaus)
- Gietlhausen (Dorf)
- Gnadenfeld (Einöde)
- Grünau (Schloss)
- Hardt (Dorf)
- Heinrichsheim (Dorf)
- Hessellohe (Dorf)
- Joshofen (Pfarrdorf)
- Laisacker (Kirchdorf)
- Marienheim (Pfarrdorf)
- Maxweiler (Dorf)
- Neuburg a.d.Donau (Hauptort)
- Ried (Pfarrdorf)
- Rödenhof (Dorf)
- Rohrenfeld (Gut)
- Rothheim (Einöde)
- Sehensand (Kirchdorf)
- Zell (Pfarrdorf)
- Ziegelau (Einöde)

Fleischnershausen und Herrenwörth sind keine amtlich benannten Gemeindeteile.
Die Große Kreisstadt hat 10 Gemarkungen:
- Neuburg an der Donau mit Neuburg an der Donau
- Bergen mit Bergen und Forsthof
- Bittenbrunn mit Bittenbrunn, Ziegelau, Auschlösschen, Eulahof und Laisacker
- Bruck mit Rohrenfeld, Maxweiler, Rothheim, dem Jagdschloss Grünau und Bruck
- Feldkirchen mit Gnadenfeld (Kahlhof), Hardt, Altmannstetten, Sehensand und Feldkirchen
- Heinrichsheim mit Heinrichsheim und Bürgerschwaige
- Joshofen mit Joshofen
- Ried mit Hessellohe, Gietlhausen und Ried
- Zell mit Marienheim, Rödenhof, Fleischnershausen und Zell
- Heimberg

### Klima
|                        | Jan | Feb | Mär | Apr | Mai  | Jun | Jul | Aug  | Sep  | Okt | Nov | Dez |   |      |
| Mittl. Temperatur (°C) | −2  | 0   | 4   | 8   | 12,5 | 16  | 17  | 16,5 | 14,5 | 9   | 4   | 0   | ⌀ | 8,3  |
| Mittl. Tagesmax. (°C)  | 1   | 3   | 9   | 14  | 18   | 22  | 23  | 23   | 20   | 13  | 6   | 2   | ⌀ | 12,9 |
| Mittl. Tagesmin. (°C)  | −6  | −4  | −1  | 2   | 6    | 9   | 11  | 10   | 7    | 3   | 0   | −4  | ⌀ | 2,8  |
|                        |     |     |     |     |      |     |     |      |      |     |     |     |   |      |
| Niederschlag (mm)      | 41  | 43  | 39  | 48  | 70   | 104 | 92  | 80   | 57   | 48  | 47  | 46  | Σ | 715  |
|                        |     |     |     |     |      |     |     |      |      |     |     |     |   |      |
| Sonnenstunden (h/d)    | 2   | 3   | 4   | 5   | 6    | 7   | 8   | 7    | 6    | 4   | 2   | 2   | ⌀ | 4,7  |
|                        |     |     |     |     |      |     |     |      |      |     |     |     |   |      |
| Regentage (d)          | 17  | 15  | 13  | 14  | 15   | 16  | 15  | 15   | 13   | 13  | 14  | 15  | Σ | 175  |
|                        |     |     |     |     |      |     |     |      |      |     |     |     |   |      |
| Luftfeuchtigkeit (%)   | 83  | 82  | 75  | 72  | 72   | 74  | 75  | 77   | 79   | 82  | 86  | 87  | ⌀ | 78,7 |

| −6 |

| −4 |

| −1 |

| 2 |

| 6 |

| 9 |

| 11 |

| 10 |

| 7 |

| 3 |

| 0 |

| −4 |

| −6 |

| −4 |

| −1 |

| 2 |

| 6 |

| 9 |

| 11 |

| 10 |

| 7 |

| 3 |

| 0 |

| −4 |

Quelle: climate-data.org

## Geschichte

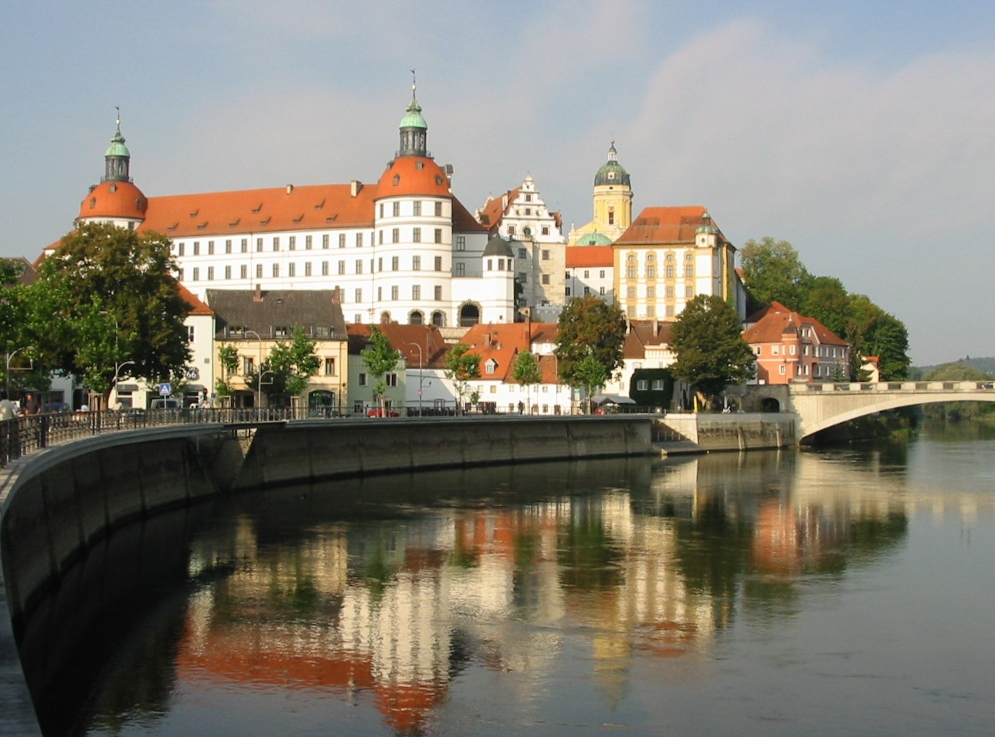
Neuburg mit Schloss und Donau

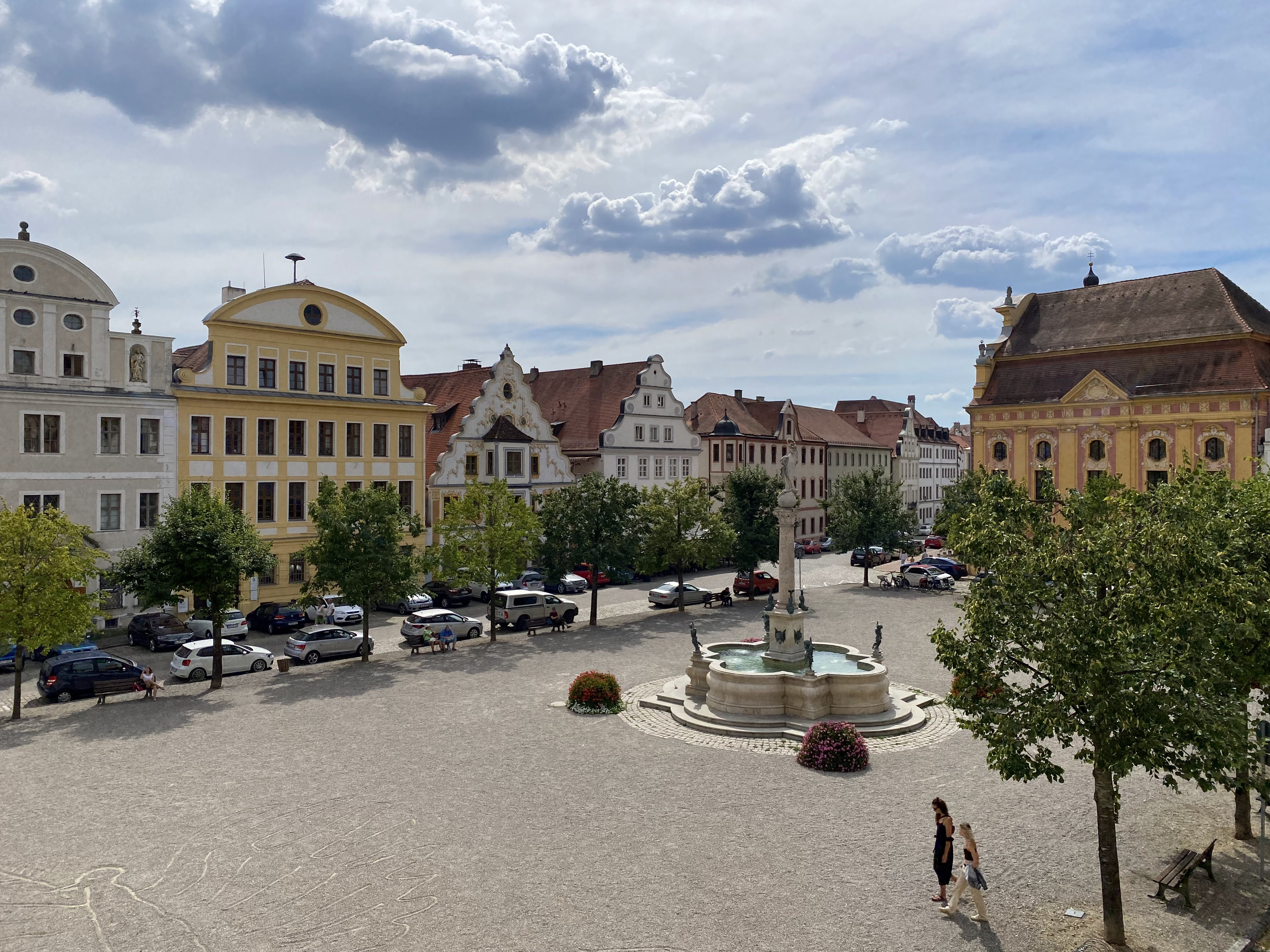
Panorama des Karlsplatzes

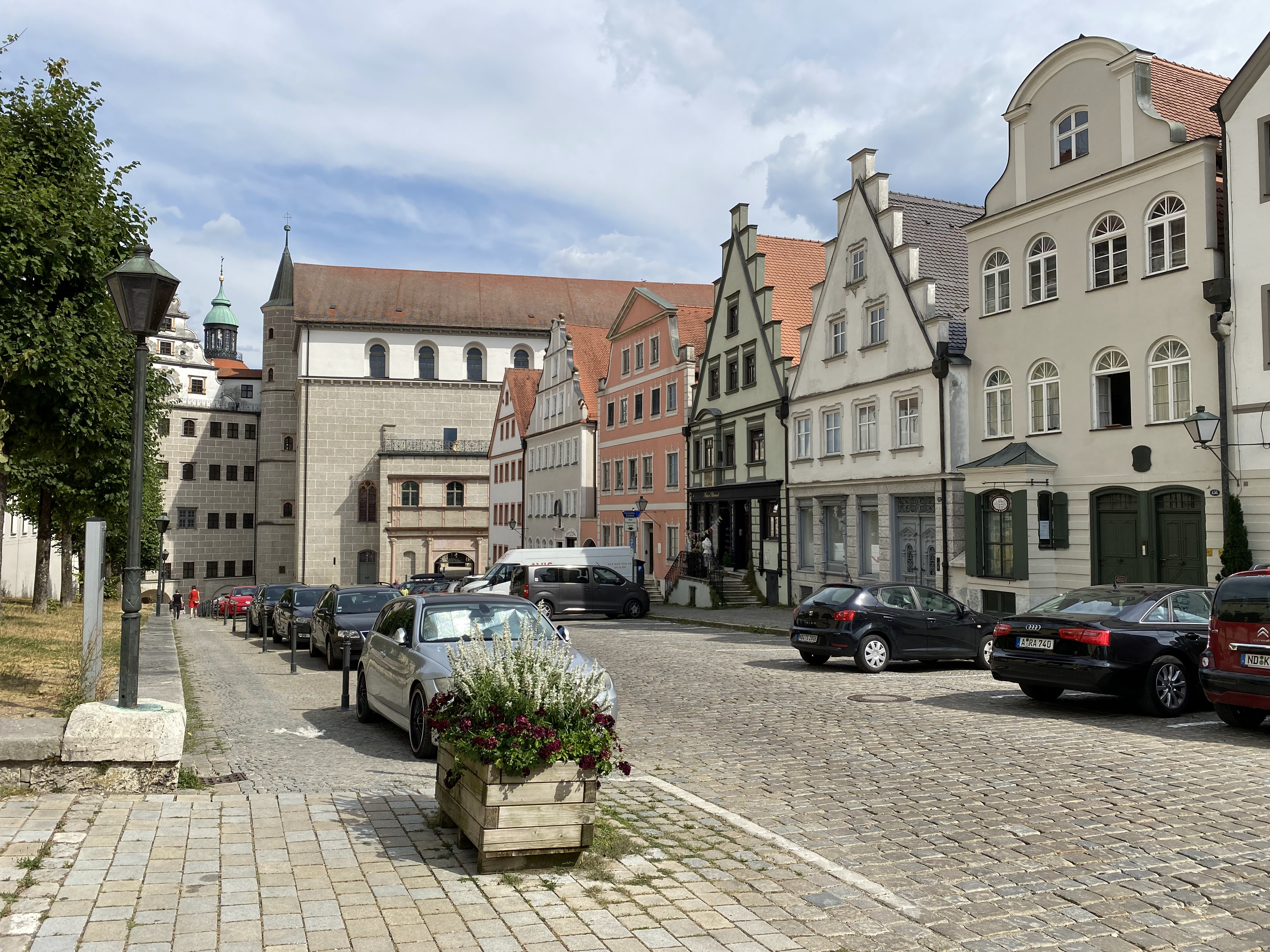
Altstadt

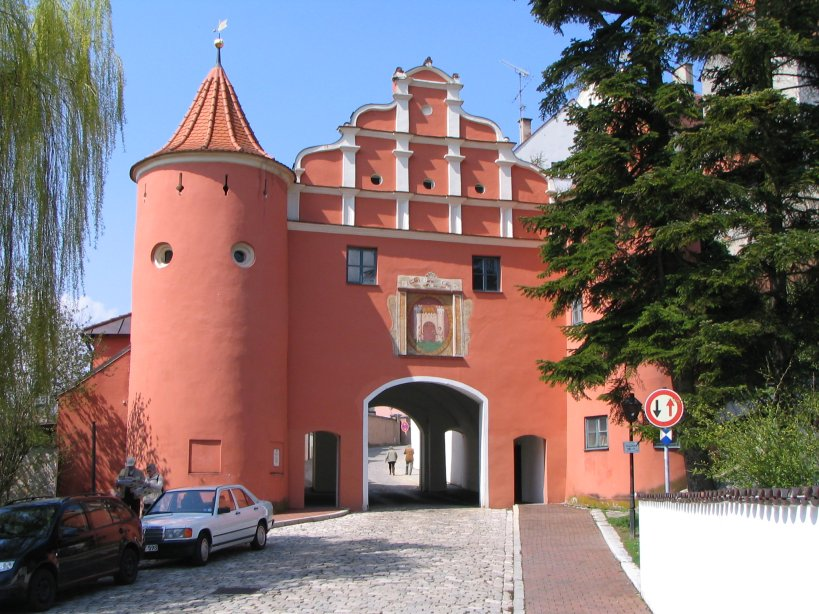
Oberes Tor (Bürgertor, Rotes Tor)

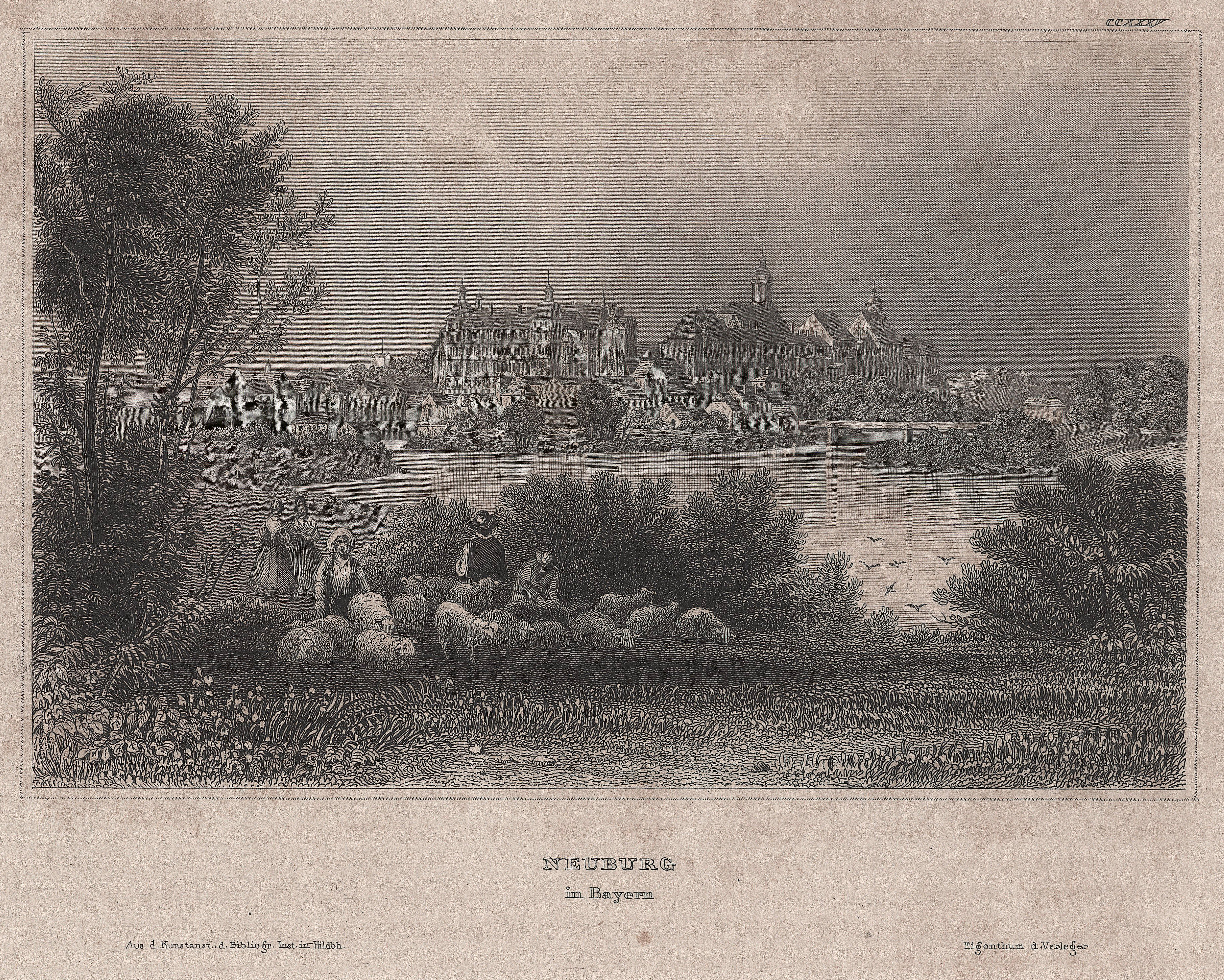
Blick auf Neuburg ca. 1838

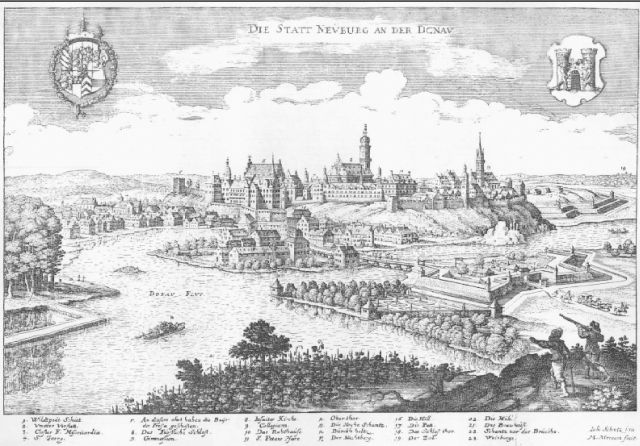
Kupferstich in der Topographia Germaniae des Matthaeus Merian um 1644

### Vorgeschichte
Bereits in vorgeschichtlicher Zeit befanden sich hier Höhensiedlungen. Darauf weisen urnenfelderzeitliche Befunde (1300–800 v. Chr.), späthallstattzeitliche Keramik (620–450 v. Chr.) und Keramik der Frühlatènezeit 450–380 v. Chr. hin. Außerdem fanden sich Reste eines vorgeschichtlichen Grabenwerks.

### Römerzeit
Während der frühen römischen Kaiserzeit, im 1. Jahrhundert n. Chr. bestand am Westende der Felsformation des Stadtberges höchstwahrscheinlich ein kleines Holz-Erde-Lager, das mit einer Kette weiterer Anlagen die Donaugrenze sicherte. Mit der Vorverlegung des Limes über die Donau wurde dieses Kleinkastell aufgegeben. Das zu der Garnison gehörende Lagerdorf, das sich am Fuß des Berges befand, entwickelte sich weiter. Während der Spätantike, nach den Zerstörungen durch einfallende Germanen, zogen die Bewohner auf den Burgberg. Über dem frührömischen Lager wurde ein kleines Steinkastell aus Gußmauerwerk errichtet, das wohl bis in das frühe 5. Jahrhundert bestand.

### Mittelalter
Neuburg war unter Bischof Simpert von Augsburg (778 bis 809) kurze Zeit Bischofssitz, dann Hauptort einer Pfalzgrafschaft, deren Inhabern die Vogtei über das Reichslehen Neuburg zustand. Sie kam im 10. Jahrhundert an die Grafen von Scheyern und somit an Bayern. In dieser Zeit entstand wohl auch die Alte Burg nahe der Stadt.
Der alte bayerische Herzoghof Neuburg mit einer weiteren Burg innerhalb der Stadt, dem heutigen Schloss, ging 1247 an die Wittelsbacher Herzöge von Bayern über, die in der Folge dort zeitweise residierten. Seit 1214 ist dann auch die städtische Verfassung der alten Herzogspfalz bezeugt, auf die sich später das Stadtrecht Kaiser Ludwigs des Bayern von 1332 berief. 1393 stellte ein Enkel des Kaisers, Stephan III. von Bayern-Ingolstadt, einen Freiheitsbrief für Neuburg aus. Am Dreikönigstag 1395 wurde Neuburg an der Donau im Streit mit Bayern-München von Stephans Gegnern erobert und geplündert. Am 4. Oktober 1443 eroberte Ludwig der Höckrige nach viermonatiger Belagerung Neuburg, in das sich sein Vater Herzog Ludwig der Gebartete geflüchtet hatte. 1450 fiel Neuburg nach dem Aussterben der Ingolstädter Linie im Jahre 1447 endgültig an Bayern-Landshut.

### Frühe Neuzeit: Pfalz-Neuburg

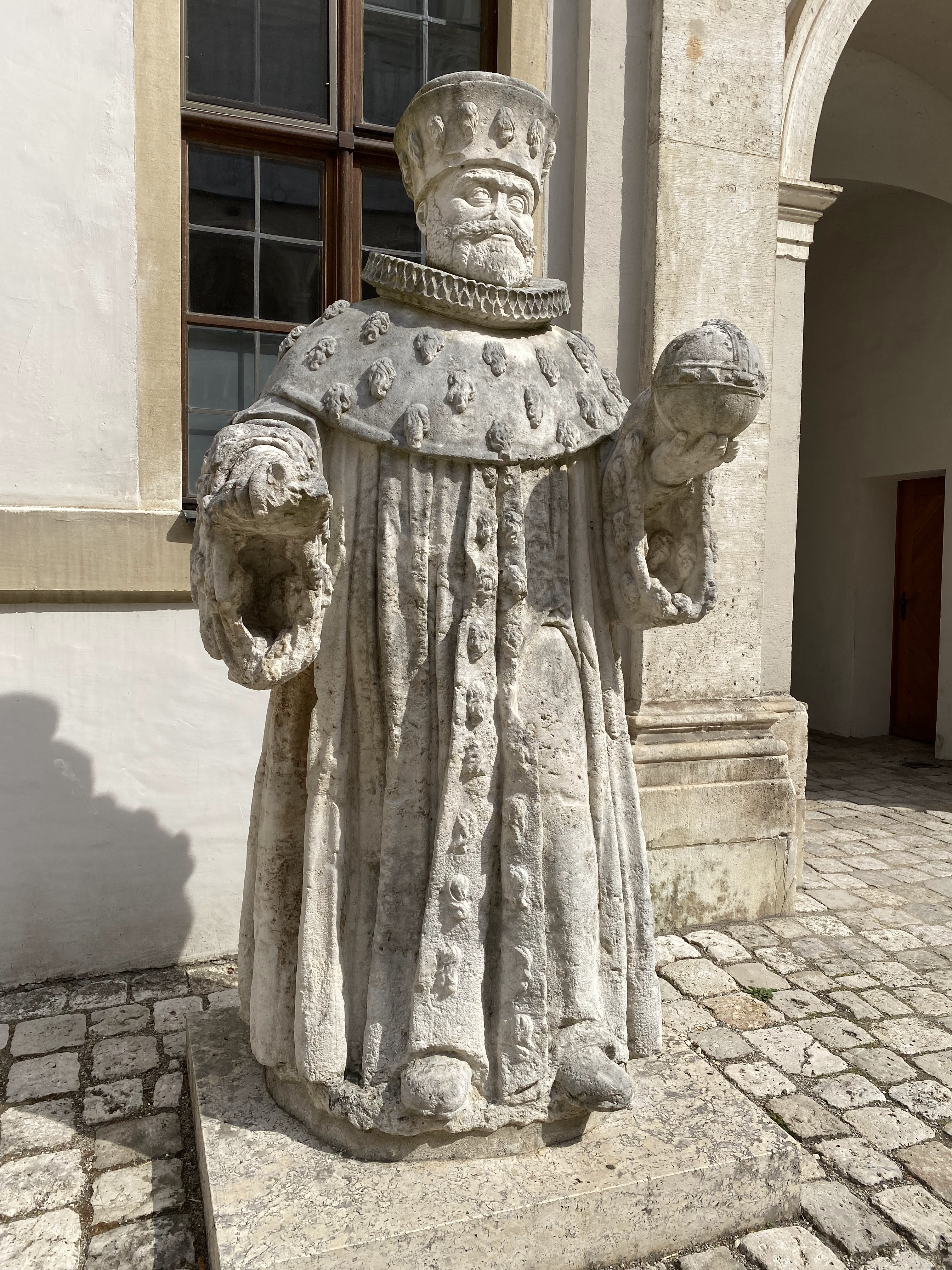
Statue Philipp Ludwigs im Schlosshof

1505 entstand in Folge des Landshuter Erbfolgekrieges das Wittelsbacher Herzogtum Pfalz-Neuburg mit Neuburg als Residenzstadt. Unter Pfalzgraf Ottheinrich wurde Neuburg 1542 evangelisch. Aus dieser Zeit stammt auch die erste erhaltene Ortsansicht von Neuburg, sie entstand im Kontext des Reisealbums des Pfalzgrafen Ottheinrich. Unter Pfalzgraf Philipp Ludwig entstand ab 1607 die neue protestantische Hofkirche. Bereits 1616/17 wurde dann aber die Gegenreformation durchgeführt. Im Dreißigjährigen Krieg wurde die Stadt zwischen 1632 und 1634 im Verlauf der Kämpfe um Regensburg mehrmals von durchziehenden schwedischen Truppen, die hier die Donau überwanden, erobert und besetzt und dann von bayerischen Truppen zurückerobert. 1644 übernahm Pfalzgraf Philipp Wilhelm noch zu Lebzeiten seines Vaters Wolfgang Wilhelm, der auch die rheinischen Herzogtümer Jülich und Berg innehatte, die Regierung in Pfalz-Neuburg. 1685 erbte Philipp Wilhelm zudem die Kurpfalz und wurde somit auch noch Kurfürst.
1717–1718 war Neuburg für ein Jahr de facto Residenz der Kurpfalz, bevor Philipp Wilhelms Sohn, der neue Kurfürst Karl III. Philipp seinen Hof aus seiner Geburtsstadt nach Heidelberg und danach nach Mannheim verlegte. Seine Linie Pfalz-Neuburg war eng mit den letzten Habsburgern in Wien verwandt und hatte mit seinen Schwestern nicht nur eine deutsche Kaiserin, sondern auch die Königinnen von Spanien und Portugal gestellt. Nachdem die Linie Pfalz-Neuburg 1742 ausgestorben war, trat die Linie Pfalz-Sulzbach die Erbfolge in der Kurpfalz, in Jülich und Berg sowie in Pfalz-Neuburg an. 1777 erbte mit Karl Philipps Nachfolger Karl IV. Theodor die Linie Pfalz-Sulzbach dann auch noch Bayern und Pfalz-Neuburg wurde nun von München aus verwaltet. 1799 folgte in der Erbfolge die Linie Pfalz-Zweibrücken-Birkenfeld.
Schon 1774 lebte Karl August von Pfalz-Zweibrücken für einige Zeit im Neuburger Schloss, das ansonsten oft auch als Witwensitz diente.
Bis 1802 blieb Pfalz-Neuburg formal als Fürstentum mit Landschaft und Regierung in der Stadt Neuburg bestehen, es wurde jedoch 1799 zur Provinz Neuburg erklärt. Die Präsenz der Regierung hatte sich zuvor über Jahrhunderte in einer wenig ausgeprägten Kommunalverwaltung niedergeschlagen. Das Fürstentum Neuburg wurde kurz nach Gründung des Königreichs Bayern schließlich 1808 unter Karl Augusts Bruder, König Maximilian Joseph, durch eine Konstitution aufgehoben und in den Altmühlkreis eingegliedert, was die Eigenstaatlichkeit endgültig beendete.

### 19. und 20. Jahrhundert

#### Zwischen Königreich und NS-Zeit
In der Folge musste sich Neuburg mit einer geminderten Bedeutung abfinden. Die Stadt im bayerischen Regierungsbezirk Schwaben und Neuburg (seit 1837) hatte die Funktion eines Zentrums für das ländliche Umland und wurde später zum wichtigen Behördensitz. Bis 1932 bestand das Landgericht Neuburg an der Donau. Das örtliche Flurbereinigungsamt zog 1966 nach Regensburg, das Kreis- bzw. Staatsarchiv für Schwaben 1989 nach Augsburg um. Überregional einen Namen hatte auch das Neuburger Gymnasium mit Studienseminar. Lange Zeit war Neuburg allerdings in erster Linie als Militärgarnison bekannt (so in der Zeit der Monarchie bis 1918 für das 15. bayerische Infanterieregiment), an dessen 2085 im Ersten Weltkrieg Gefallene ein Denkmal in der Fünfzehnerstraße erinnert. Besonders die Garnison galt neben den anderen staatlich unterhaltenen Einrichtungen während vieler Jahrzehnte als unverzichtbares Stimulans für die Wirtschaft der Kleinstadt. Die Industrie blieb daneben relativ schwach entwickelt. Bemerkenswert war eigentlich nur die Ausbeutung und Verarbeitung der am nördlichen Stadtrand lagernden Kieselerdevorkommen durch zwei Betriebe.
In der Zeit des Nationalsozialismus erhielt Neuburg bei der Aufrüstung der Wehrmacht die von der örtlichen Wirtschaft vermisste Garnison zurück. Dazu wurde südöstlich der Stadt ein Militärflugplatz angelegt.
Die Stadt wurde im Zweiten Weltkrieg durch einen wohl zufälligen Bombenangriff am 17. April 1943 getroffen. Kampfhandlungen bei der Einnahme der Region durch die 7. US-Armee hatten Ende April noch einige Todesopfer und Zerstörungen zur Folge.
Vom 1. April 1940 bis 31. März 1948 hatte Neuburg nicht den Status als Kreisunmittelbare Stadt inne. Es gehörte in dieser Zeit dem Landkreis Neuburg an der Donau an.

#### Die Zeit nach dem Zweiten Weltkrieg
Die Zeit nach 1945 brachte einen fühlbaren Aufschwung des verarbeitenden Gewerbes, besonders in den Bereichen Glas- und Baustoffindustrie sowie Kartonagen. Seit den 1950/60er Jahren hatte noch die Textilindustrie mit mehreren Betrieben Bedeutung als Arbeitgeber; sie ist heute nicht mehr anzutreffen. Dagegen besteht die Filiale eines Unternehmens zur Herstellung von Leonischem Draht als Autozulieferer weiter. Bedingt durch den Zuzug von etwa 4000 Heimatvertriebenen setzte nach dem Zweiten Weltkrieg eine umfangreiche Bautätigkeit der öffentlichen Hand und von Privatleuten ein. Die Bebauung der Stadt erweiterte sich in diesen Jahren bedeutend, besonders durch die neuen Siedlungen im Osten und Süden.

##### Displaced Persons
Es gab in den Nachkriegsjahren jedoch nicht nur Heimatvertriebene in Neuburg, sondern auch Juden, die die Konzentrationslager überlebt hatten, und Zwangsarbeiter, die nach dem Ende der Nazi-Herrschaft nicht in ihre Heimatländer zurück konnten oder wollten. Diese Displaced Persons (DPs) wurden von der United Nations Relief and Rehabilitation Administration (UNRRA) betreut und nach dem Ende des Zweiten Weltkriegs mangels anderer Möglichkeiten meist in sogenannten DP-Lagern untergebracht. Nach den Unterlagen in den Arolsen Archives befanden sich auch in Neuburg derartige Einrichtungen, die aber bis heute überwiegend wenig erforscht sind.
| DP-Camps in Neuburg an der Donau            |                         |                                               |                               |           |
| Name / Funktion / Gebäude Adresse des Camps | Eröffnung/Ersterwähnung | Schließung/letzte Erwähnung                   | Nationalitäten der Dps        | Kapazität |
| Bahnschutz                                  | 24. Januar 1946         | Zwischen 20. August 1946 und 19. Oktober 1946 |                               |           |
| DP-Hospital                                 | 20. August 1946         | 5. März 1949                                  |                               | 700       |
|                                             | 30. September 1948      | 1. März 1949                                  | lettisch, litauisch, estnisch | 520       |
| Old-Peoples-Home                            | 30. November 1951       |                                               |                               |           |
| Rehabilitation-Center                       | 30. September 1949      | zwischen 31. März 1951 und 30. September 1951 |                               |           |
| Area-Vocational School                      | 30. September 1948      | zwischen 31. März 1951 und 30. September 1951 |                               | 400       |

Für zwei dieser Einrichtungen, die Area-Vocational School, die auch als Vocational Training Center (VTC) bekannt war, und für das Rehabilitation-Center, gibt es allerdings weiterführende Informationen aufgrund eines detaillierten Berichts des amerikanischen Offiziers Archie S. Lang, der 1951 als „Chief, Displaced Populations Branch, OLC Bavaria“ fungierte. Nach Lang wurden diese beiden Einrichtungen, die sich in einer ehemaligen Militärkaserne befanden, die zuvor als DP-Lager und dann als Krankenhaus für Tuberkulosekranke genutzt worden war, in Neuburg am 6. August 1949 als kombiniertes Berufsbildungs- und Rehabilitationszentrum eröffnet. Ursprüngliches Ziel war es gewesen, DPs zu Fähigkeiten zu verhelfen, die ihnen die Suche nach einem Arbeitsplatz im Ausland erleichtern würden. Der Auftrag des Neuburger Centers wurde jedoch noch weiter gefasst.

“The Neuburg center was founded with the special aim of broadening the immigration possibilities for that group of displaced persons termed ‘hard core’ – a group which includes persons badly handicapped by age, illness, blindness and amputation. Originally planned to serve arm and leg amputees, the center geared its program to muscle retraining, corrective fitting of artificial limbs, and vocational therapy. It has since expanded its service to include a program for blind persons, and to therapy (physical and vocational) for rheumatics and cardiacs. Most services are still directed toward needs of amputees.”

„Das Neuburger Zentrum wurde speziell mit dem Ziel gegründet, die Einwanderungsmöglichkeiten für die Gruppe der Displaced Persons zu erweitern, die als ‚harter Kern‘ bezeichnet wird – eine Gruppe, zu der Menschen gehören, die durch Alter, Krankheit, Blindheit und Amputation schwer behindert sind. Ursprünglich war das Zentrum für arm- und beinamputierte Personen gedacht und richtete sein Programm auf Muskeltraining, die Anpassung von Prothesen und Berufstherapie aus. Inzwischen wurde das Angebot um ein Programm für Blinde und um (physikalische und berufliche) Therapien für Rheumatiker und Herzkranke erweitert. Die meisten Dienste sind nach wie vor auf die Bedürfnisse von Amputierten ausgerichtet.“

Das Center bot 21 Kurse an, davon fünf ausschließlich für Blinde, und eröffnete die Möglichkeit, Grundkenntnisse in einem breiten Berufsspektrum zu erwerben, so als Schneider, Schweißer, Autoreparateur, Maurer, Zeichner, Schreiner und Klempner. Auch Maschinenschreiben wurde gelehrt, und alle Kurse wurden inklusiv angeboten, weil man der Meinung war, „daß behinderte Menschen, wenn sie gemeinsam mit nichtbehinderten Menschen ausgebildet werden, eine weitaus bessere Chance hätten, ihre Leistungsfähigkeit realistisch einzuschätzen“.
Im hessischen Arolsen befand sich seit März 1947 ebenfalls ein VTC, das vor allem Berufsbildungskurse für DPs anbot, die für den Internationalen Suchdienst (ITS), den Vorläufer der Arolsen Archives, arbeiteten. 1949 wurde dieses VTC wegen des Platzbedarfs des ITS von Arolsen nach Neuburg verlegt.
Die DP-Lager wurden 1951 aufgelöst, obwohl, wie Lang schrieb, die International Refugee Organization (IRO) als Nachfolgeorganisation der UNRRA hoffte, dem Neuburger Center, das sich zunehmend auch bei Deutschen großer Beliebtheit erfreut habe, zu einer langfristigen Perspektive verhelfen zu können. 1951 übertrugen die Amerikaner jedoch die Verantwortung für die DPs den deutschen Behörden, die diese per Gesetz zu heimatlosen Ausländern erklärten und die Auflösung der DP-Lager betrieben. Diesem Vorgehen fielen auch die Neuburger Einrichtungen zum Opfer und damit die Erinnerungen an die Displaced Persons.

#### Neuburg ab den 1960er Jahren
Im Mai 1961 wurde auf dem Fliegerhorst Neuburg das Jagdgeschwader 74 (seit 2013 Taktisches Luftwaffengeschwader 74) der Luftwaffe der Bundeswehr in Dienst gestellt.
Bis zum 30. Juni 1972 war Neuburg an der Donau eine kreisfreie Stadt und gehörte zum Regierungsbezirk Schwaben. Mit Inkrafttreten der bayerischen Landkreisreform am 1. Juli 1972 entstand aus dem Stadtkreis Neuburg und Teilen der Landkreise Neuburg und Schrobenhausen der neue Landkreis Neuburg an der Donau, der am 1. Mai 1973 seinen heutigen Namen erhielt. Dieser neue Landkreis wechselte zum Regierungsbezirk Oberbayern. Als Ausgleich für den Wegfall der Kreisfreiheit erhielt Neuburg ebenso wie vergleichbare Städte den Status einer Großen Kreisstadt. Damit verbunden sind der Stadt einige Aufgaben, die bei kreisangehörigen Gemeinden das Landratsamt erledigt, verblieben. Außerdem ist die Amtsbezeichnung unverändert „Oberbürgermeister“.
Auf dem Gebiet des Gemeindeteils Bittenbrunn befand sich am Nordwestrand ein frühmittelalterliches Gräberfeld aus dem fünften nachchristlichen Jahrhundert, das 1968 ausgegraben und im Rahmen einer Dissertation wissenschaftlich bearbeitet wurde. Darüber hinaus liegen Funde aus dem Neolithikum und der römischen Kaiserzeit (Römerstraße, Gutshöfe) vor.

### Eingemeindungen
Am 1. Juli 1972 wurde die Gemeinde Heinrichsheim eingegliedert. Am 1. Januar 1976 kamen Bergen, Joshofen, Ried, Zell und der Hauptteil der aufgelösten Gemeinde Bruck hinzu. Bittenbrunn und Feldkirchen folgten am 1. Januar 1978.

### Einwohnerentwicklung

Einwohnerentwicklung von Neuburg von 1900 bis 2018 nach nebenstehender Tabelle

Zwischen 1988 und 2018 wuchs die Stadt von 24.502 auf 29.682 um 5.180 Einwohner bzw. um 21,1 %.
- 1900: 08.036 Einwohner
- 1910: 09.061 Einwohner
- 1961: 21.063 Einwohner
- 1970: 23.758 Einwohner
- 1987: 24.157 Einwohner
- 1991: 25.842 Einwohner
- 1995: 27.203 Einwohner
- 2000: 27.715 Einwohner
- 2005: 28.162 Einwohner
- 2010: 28.197 Einwohner
- 2015: 29.182 Einwohner
- 2016: 30.109 Einwohner
- 2017: 30.147 Einwohner
- 2018: 30.240 Einwohner
- 2019: 30.340 Einwohner[19]
- 2020: 30.208 Einwohner
- 2021: 30.404 Einwohner[20]
- 2022: 31.042 Einwohner[21]
- 2023: 31.482 Einwohner[22]

## Politik

### Stadtrat
Die Kommunalwahl am 16. März 2014 führte bei einer Wahlbeteiligung von 47,6 % zu folgendem Ergebnis:
| Partei / Liste | Stimmenanteil | G/V %p. | Sitze | G/V |
| CSU            | 45,5 %        | − 2,8   | 14    | − 1 |
| SPD            | 17,4 %        | − 2,7   | 5     | − 1 |
| Freie Wähler   | 25,4 %        | + 6,3   | 7     | + 1 |
| FDP/Liberale   | 5,8 %         | − 0,8   | 2     | ± 0 |
| GRÜNE          | 5,9 %         | + 0,7   | 2     | + 1 |

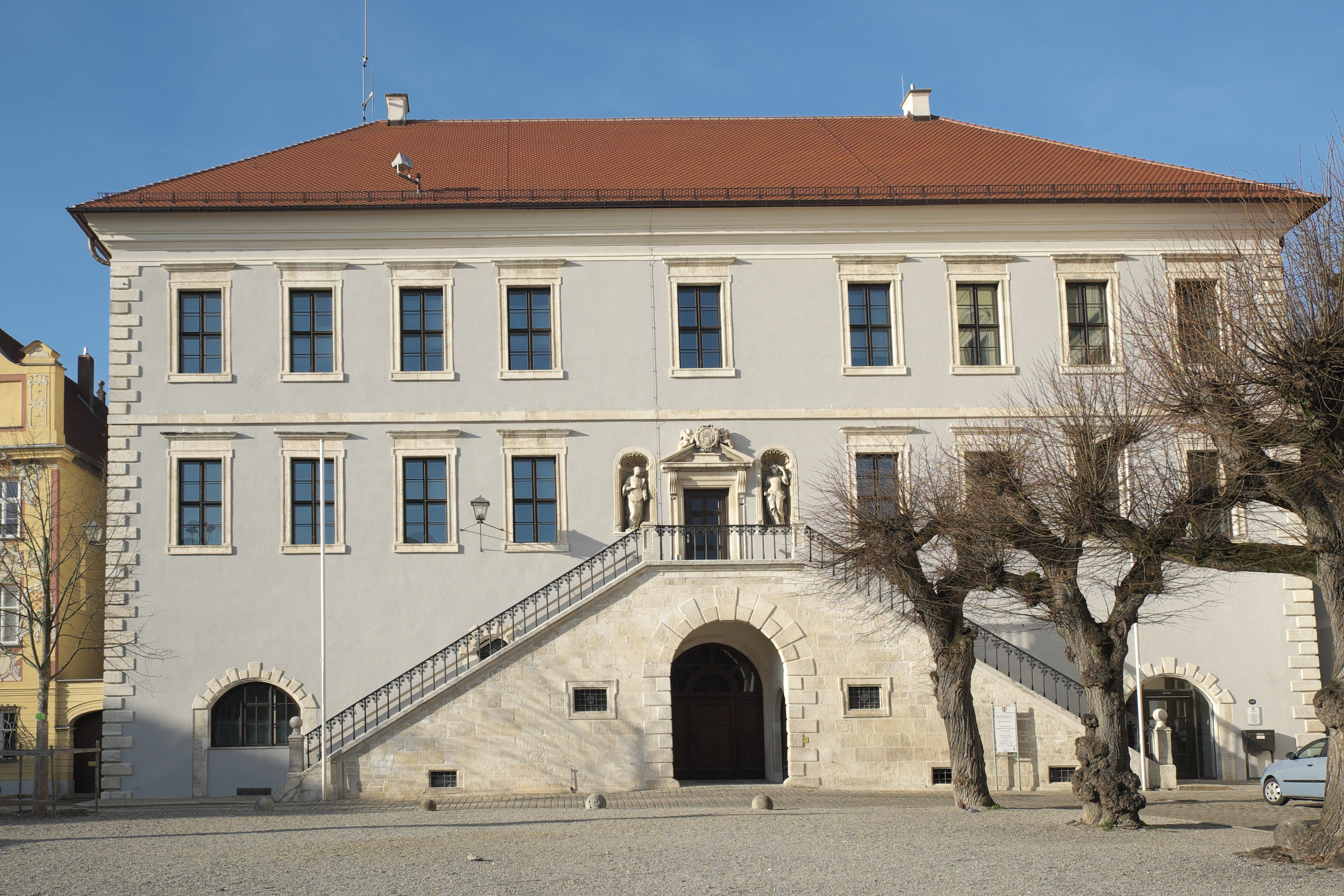
Rathaus von Neuburg

G/V: Gewinn oder Verlust gegenüber der Wahl 2008
Die Kommunalwahl am 15. März 2020 hatte bei einer Wahlbeteiligung von 51,6 % (4 % mehr als 2014) folgendes Ergebnis:
| Partei / Liste | Stimmenanteil | G/V %p. | Sitze | G/V |
| CSU            | 35,5 %        | − 10,0  | 11    | − 3 |
| GRÜNE          | 16,4 %        | + 10,4  | 5     | + 3 |
| Freie Wähler   | 19,5 %        | − 5,9   | 6     | − 1 |
| AfD            | 4,9 %         | + 4,9   | 1     | + 1 |
| SPD            | 11,4 %        | − 5,9   | 3     | − 2 |
| FDP/Liberale   | 3,9 %         | − 1,9   | 1     | − 1 |
| DIE LINKE      | 1,9 %         | + 1,9   | 1     | + 1 |
| WIND           | 6,4 %         | + 6,4   | 2     | + 2 |

G/V: Gewinn oder Verlust gegenüber der Wahl 2014 – WIND: Wähler Initiative Neuburg Donau

### Oberbürgermeister
Oberbürgermeister ist Bernhard Gmehling (CSU). Dieser wurde im Jahr 2002 Nachfolger von Hans Günter Huniar (Die Unabhängigen Freien Wähler), der seit 1984 an der Spitze der Stadt gestanden hatte. Dessen Vorgänger war Theo Lauber, Oberbürgermeister von 1960 bis 1984.
Bei den Wahlen im Jahr 2008 konnte sich Gmehling mit 70,5 % der Wählerstimmen von den anderen Bewerbern absetzen. Bei der Kommunalwahl 2014 wurde er mit 59,0 % der abgegebenen Stimmen erneut im Amt bestätigt. Bei der Wahl am 15. März 2020 erreichte er bei fünf Mitbewerbern 45,6 % der Stimmen; in der Stichwahl vom 29. März 2020 wurde er mit 58,8 % – bei einer Wahlbeteiligung von 62,4 % – für eine vierte Amtszeit gewählt.

### Gemeindefinanzen
Im Jahr 2020 betrugen die Gemeindesteuereinnahmen 39.305.000 €, davon waren 14.883.000 € Gewerbesteuereinnahmen (netto). Der größte Einnahmeposten war die Beteiligung an der Einkommensteuer mit 17.926.000 €. An Grundsteuern wurden 3.403.000 € eingenommen, Beteiligung an der Umsatzsteuer erhielt die Stadt in Höhe von 3.044.000 €. Die Verschuldung je Einwohner lag bei 820 €.

Stadtfahne
Stadtlogo

### Stadtwappen
Das heutige Stadtwappen erhielt Neuburg nach dem Landshuter Erbfolgekrieg 1506. Neben dem ursprünglichen Torturm wurden zwei Steckreiterkinder – die beiden Prinzen und späteren Fürsten Ottheinrich und Philipp – und ein Löwe dargestellt. Dominierende Farben sind Weiß, Rot und Grün. Die Blasonierung lautet: In Rot auf grünem Dreiberg eine silberne Burg mit offenem Tor und zwei runden Zinnentürmen, die unter dem Hauptgesims bandförmig mit den bayerischen Rauten belegt sind; davor mit Steckenpferden zwei nackte Knaben, die nach Pfote und Schwanz des auf dem Tor liegenden goldenen Löwen haschen.
Die Stadtfahne hat die Farben Weiß, Blau und Rot. Darüber hinaus existiert noch ein Stadtlogo.

### Städtepartnerschaften
- Partnerstädte von Neuburg sind:[28]

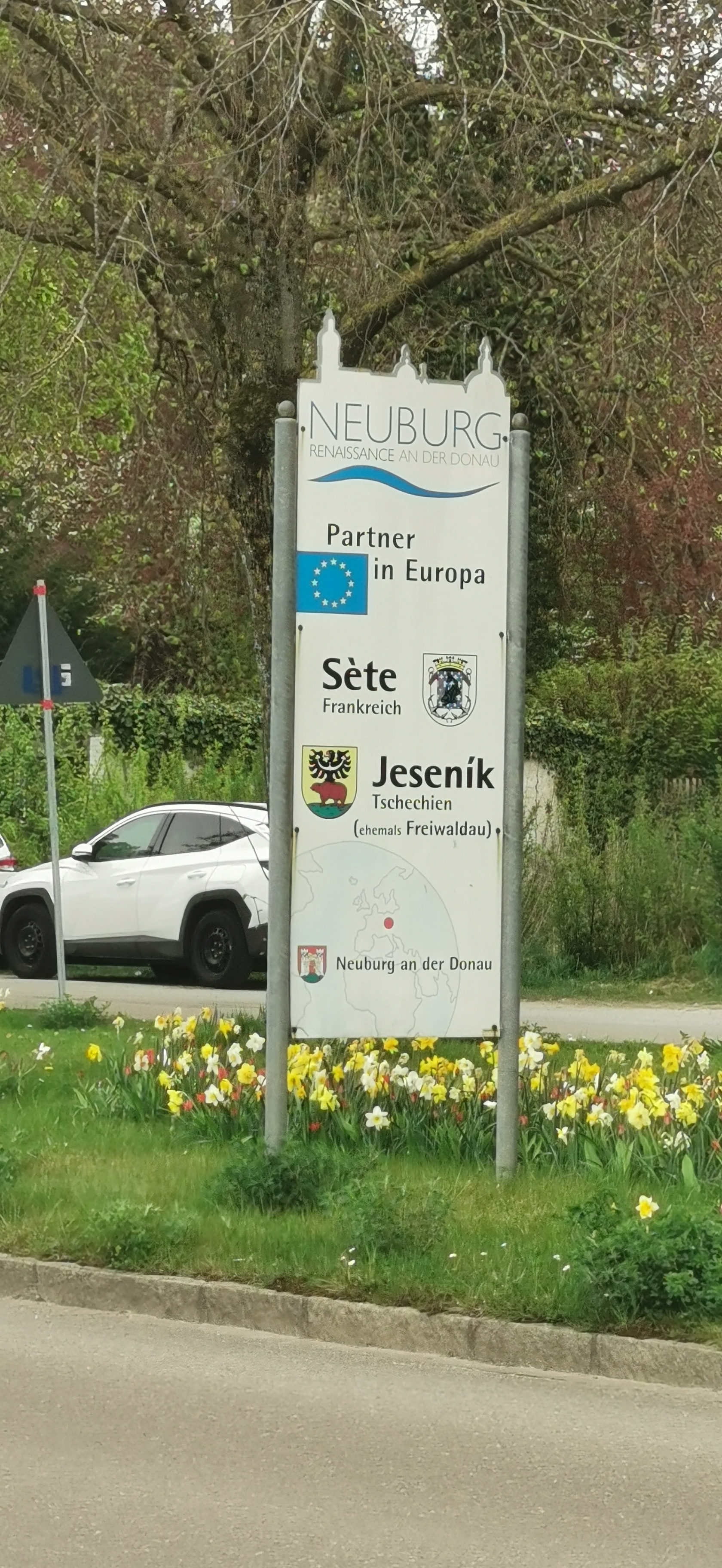
Tafel mit Nennung der Städtepartnerschaften

  - Sète in Okzitanien (Südfrankreich) – seit 1986
  - Jeseník (Tschechien) – seit dem 11. Juli 2000[29]
- Daneben bestehen Städtefreundschaften mit Hamburg und mit Malcesine in der italienischen Region Venetien.[28]
- Die Stadt ist Teil des Städtenetzes Neuburg/Neuenburg, dem unter anderem auch die Stadt Neuchâtel in der Schweiz angehört.[30]
- Außerdem besteht eine Weinpatenschaft mit Wachenheim, Pfalz.

### Patenschaft
- 1955 wurde die Patenschaft für die vertriebenen Sudetendeutschen aus der Stadt Weidenau und der Gemeinde Großkrosse im Kreis Freiwaldau im Altvatergebirge übernommen.

## Kultur und Sehenswürdigkeiten

### Kirchen und Klöster

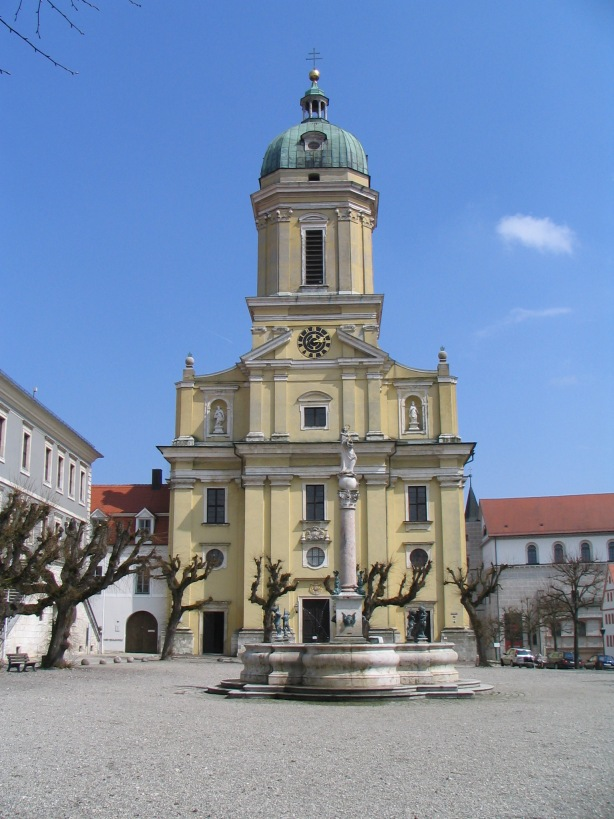
Hofkirche
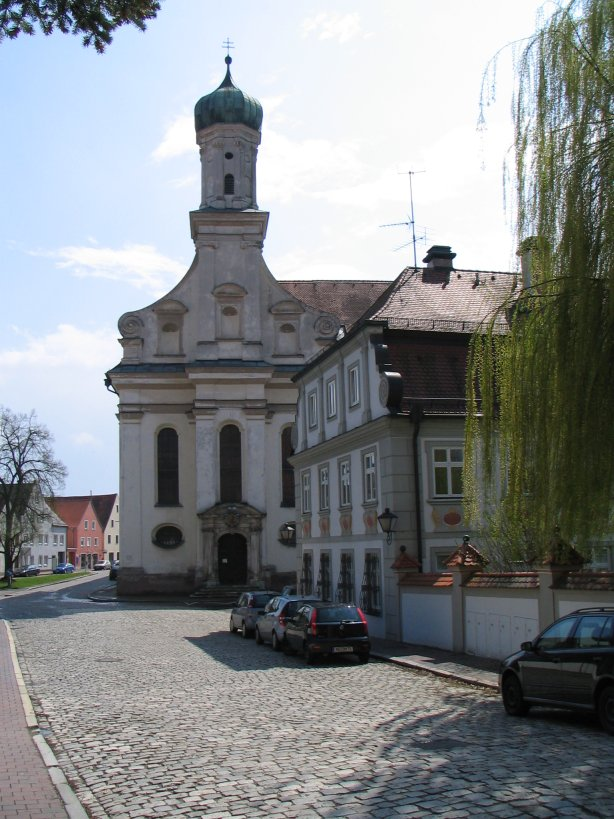
Studienkirche

Neuburg an der Donau besaß eine nicht unbedeutende Kloster- und Stiftslandschaft, von der Teile noch erhalten sind. Aus dem Jahre 976 stammt das nahe Neuburg gelegene Benediktinerinnenkloster Bergen, das später mit dem 1002 gegründeten Benediktinerinnenkloster Neuburg zusammengelegt wurde. An der Stelle dieses Klosters stand später ein Jesuitenkolleg und befindet sich heute das Maria-Ward-Institut.
Das Kloster St. Wolfgang der Barmherzigen Brüder aus dem Jahre 1623 wurde 1980 aufgelöst. Auf dem ehemaligen Klostergelände befindet sich das Geriatriezentrum Neuburg.
33 Jahre jünger ist mit dem Gründungsjahr 1656 das 1803 säkularisierte Franziskanerkloster.
Im Jahre 1661 wurde das Karmelitinnenkloster von Pfalzgraf Philipp Wilhelm gestiftet. Es bestand bis 1802. Das Kollegiatstift St. Peter stammt aus dem Jahr 1681. Seit der Auflösung des Stifts 1803 dient die Kirche als Stadtpfarrkirche.
Ebenfalls 1681 wurde das marianische Kollegiatstift Unsere Liebe Frau vom Gnadenaug gegründet. Anlass zur Gründung war das „Wunder der Augenwende“ an einer Muttergottesstatue. Stift und Wallfahrt waren von der Säkularisation von 1803 betroffen. Die Statue besitzen heute die Maria-Ward-Schwestern. Zwischen 1698 und 1701 entstand das Ursulinenkloster St. Maria mit der Studienkirche, das 1813 aufgelöst wurde. Die Elisabethinerinnen bezogen das Kloster St. Elisabeth 1840. Das Kloster besteht noch. Der Betrieb der Kliniken St. Elisabeth in Neuburg wurde der KJF Klinik St. Elisabeth gGmbH übergeben; deren Gesellschafter ist die Katholische Jugendfürsorge der Diözese Augsburg e. V. (KJF). Anfang April 2022 wurde öffentlich, dass die KJF die Kliniken an die AMEOS Gruppe veräußert; der Landkreis Neuburg-Schrobenhausen wurde im Bieterverfahren um die künftige Trägerschaft somit nicht berücksichtigt.
Vor der erwähnten Stadtpfarrkirche St. Peter ist in der oberen Stadt besonders die Hofkirche aus dem frühen 17. Jahrhundert der wichtigste Kirchenbau: Sie ist ein bedeutendes Werk des Manierismus, welcher einen Stil der Übergangsphase von Spätrenaissance zu Barock darstellt. Des Weiteren gibt es noch die barocke Stadtpfarrkirche Hl. Geist in der unteren Stadt sowie die Apostelkirche, St. Ulrich aber auch die zwischen 1927 und 1930 von German Bestelmeyer erbaute Christuskirche als bedeutenden Sakralbau der Moderne in Neuburg. Zudem besitzen die Neuapostolische Kirche und die Freie evangelische Gemeinde Kirchengebäude in der Stadt.
Im Schlosskomplex existiert zudem die 1543 geweihte Schlosskapelle.

### Profangebäude
Schloss Neuburg, das Stadtschloss von Neuburg, geht auf eine Burganlage aus dem 13. Jahrhundert zurück und wurde später zu einem Renaissanceschloss umgebaut. Teile wurden auch unter Einflüssen des Barock umgestaltet. Das Rathaus der Stadt stammt aus den Jahren 1603 bis 1609 mit Erweiterungen in den Jahren 1640 bis 1642. Als sehenswert gilt auch der ehemalige Marstall, der um 1530 bis 1535 erbaut wurde.
Das barocke Weveldhaus wurde schon 1517 errichtet und von 1713 bis 1715 zu seiner jetzigen Form umgebaut. In der Amalienstraße und am Karlsplatz liegen zahlreiche Häuser mit Renaissance- oder Barockfassaden, wie die Ehemalige Stadt- und Hofapotheke und die Ehemalige Posthalterei sowie das Thurn- und Taxishaus und die Provinzialbibliothek. Dieses Gebäude mit prachtvoller Rokokofassade dient heute der Staatlichen Bibliothek, auch die Stadtbücherei (Bücherturm) ist ein weiterer bekannter Profanbau der Stadt.
Das Ehemalige Landvogtamt und die ehemalige Münze bilden eine Gebäudegruppe um den Münzhof aus unterschiedlichen Zeiten, wobei der sogenannte Hexenturm, ein viergeschossiger Turm der mittelalterlichen Stadtburg, bereits um 1200 errichtet wurde. Viele Bauten der einstigen Residenzstadt wurden später ebenfalls umgewidmet: Das Ehemalige Landschafts- und Regierungsgebäude am Ottheinrichplatz dient jetzt als Amtsgerichtsgebäude. Der ehemalige Hofkasten ist seit 1869 Stadttheater. Das Obere Tor mit zwei flankierenden Rundtürmen und Zeltdach wurde 1541 umgestaltet, während das Untere Tor der Stadtbefestigung 1752 erneuert wurde. Durch das Untere Tor gelangt man von der Donau zum Stadtberg hinauf.
Das Jagdschloss Grünau etwas außerhalb ist ein bedeutendes Ensemble aus der Renaissancezeit.

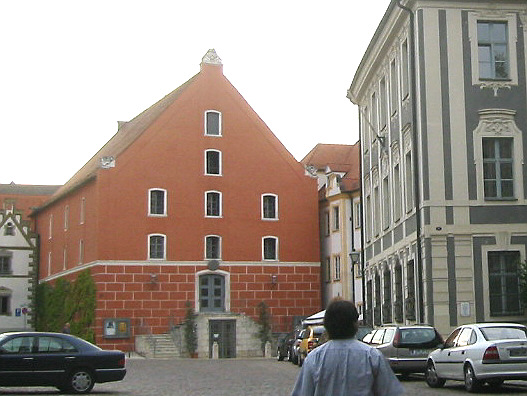
Stadttheater am Ottheinrichplatz
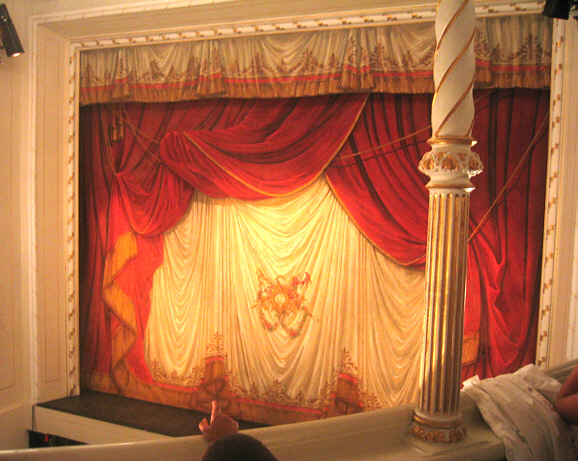
Innenraum des Stadttheaters

### Baudenkmäler
Einen Überblick über die Baudenkmäler Neuburgs gibt die Liste der Baudenkmäler in Neuburg an der Donau.

### Bodendenkmäler
Die Bodendenkmäler sind unter Liste der Bodendenkmäler in Neuburg an der Donau gelistet.

### Theater
Es gibt das Stadttheater, das Neuburger Volkstheater, das Marionettentheater Neuburger Fadenspieler, das Neuburger Boulevardtheater, das Theater papp&klapp (Kinder- und Jugendtheater), das Mimenfeld (Neues Theater Neuburg) und die Neuburger Kammeroper.

### Museen
In Neuburg gibt es mehrere Museen: Das staatliche Schloss Neuburg beherbergt im Hauptgeschoss des Ostflügels den Museumstrakt zur Geschichte des Fürstentums Pfalz-Neuburg. Das Archäologie-Museum im zweiten Obergeschoss wird derzeit (2021) überarbeitet. Im dritten Obergeschoss sind kirchliche Schätze ausgestellt, insbesondere die kostbaren Textilien aus dem ehemaligen Neuburger Ursulinenkloster (Antependien).
Seit 2005 ist mit der Staatsgalerie Neuburg – Flämische Barockmalerei auch ein Zweigmuseum der Bayerischen Staatsgemäldesammlungen im Westflügel des Schlosses untergebracht, das u. a. Werke bedeutender Meister wie Peter Paul Rubens, Anthonis van Dyck und Jan Brueghel zeigt.
Im Weveldhaus, einem barocken Adelspalais in der Amalienstraße, ist das Stadtmuseum eingerichtet, das vom Historischen Verein Neuburg betrieben wird und der Stadtgeschichte gewidmet ist. Der Verein ist außerdem wichtigster Leihgeber der Ausstellungsstücke des Schlossmuseums.
Ebenfalls zu besichtigen ist die Paramentenkammer im Studienseminar.
Um die Jahrtausendwende konnte das nichtstaatliche Museum Biohistoricum besichtigt werden.

### Veranstaltungen

Donaukai bei Nacht

Das Neuburger Schlossfest wird alle zwei Jahre jeweils am letzten Juni- und am ersten Juliwochenende gefeiert und erinnert an die Zeit der Renaissance: Die Bürger schlüpfen in historische Kostüme und lassen in der malerischen Altstadt die Zeit des 15./16. Jahrhunderts wiederaufleben – mit historischem Markttreiben, Sängern, Barden und Gauklern, Fanfarenbläsern und Turnierreitern, Landsknechten und höfischem Gefolge. Zu den Höhepunkten des Schlossfestes zählen die Aufführungen des Steckenreitertanzes im Schlosshof und ein farbenprächtiger Umzug durch die Stadt.
Eine der Kulturveranstaltungen Neuburgs sind die alljährlich im Herbst stattfindenden Neuburger Barockkonzerte im stimmungsvollen Rahmen der Neuburger Residenz mit renommierten Künstlern aus dem In- und Ausland.
Das Neuburger Donauschwimmen ist das größte Winterschwimmen in Europa. Es findet jedes Jahr am letzten Samstag im Januar statt. 2005 waren 2107 Schwimmer bei einer Lufttemperatur von −6 °C in der nur 1,5 °C kalten Donau. Sie legten eine Strecke von etwa vier Kilometern zurück. Mit dabei waren auch etwa 30 Eisschwimmer, die eine Strecke von 300 Metern nur in Badebekleidung schafften.
Das Volksfest beginnt alle Jahre gegen Ende Juli und endet Anfang August. Während dieses Zeitraumes werden auf dem Volksfestplatz im Neuburger Ostend ein Festzelt mit Weißbiergarten, etliche Fahrgeschäfte sowie Essbuden aufgestellt.
Das Fischergasslerfest findet jedes Jahr Ende Mai statt. Es ist ein traditionelles geselliges Fest, bei dem kulinarische Gerichte und Bier angeboten werden. Am gleichen Tag findet auch das Fischerstechen auf der Donau statt. Das Fest findet in der gesamten Fischergasse statt, die direkt am Donaukai liegt.
Die Neuburger Sommerakademie bietet seit über 30 Jahren jährlich allen Kunst- und Musikinteressierten die Gelegenheit, an Kursen in den Bereichen Bildende Kunst, Musik, Jazz, Alte Musik und Theater teilzunehmen. Hierzu treffen sich in den ersten zwei Augustwochen international bekannte Dozenten in der Residenzstadt.
Weitere Veranstaltungen sind das Hofgartenfest, die Herrschaftszeiten, das Sèter Weinfest sowie die Neuburger Weihnacht.

### Sport
Die Fußballabteilung des VfR Neuburg spielte von 1975 bis 1980 in der damals drittklassigen Bayernliga. Die Heimspiele werden im VfR-Brandl-Stadion ausgetragen, das 4000 Zuschauer fasst.

## Wirtschaft und Infrastruktur

### Beschäftigtenzahlen
2017 gab es nach der amtlichen Statistik in der Stadt 13.986 sozialversicherungspflichtige Arbeitsplätze; von der Wohnbevölkerung standen 12.401 Personen in einem versicherungspflichtigen Arbeitsverhältnis. Die Zahl der Einpendler war damit um 1585 höher als die der Auspendler. Arbeitslos waren im gleichen Jahr 548 Personen.

### Tourismus
Am 21. September 2011 bildeten die acht Kommunen Dollnstein, Wellheim, Nassenfels, Egweil, Oberhausen, Burgheim, Rennertshofen und Neuburg an der Donau die ARGE Urdonautal, eine Arbeitsgemeinschaft, deren Zweck in der Förderung und Koordinierung des Tourismus im Urdonautal liegt.

### Verkehr
- Bahnhof an der Bahnstrecke Ingolstadt–Neuoffingen (Donautalbahn)
- Bundesstraße 16 (B16)
- Flugplatz Neuburg-Egweil

### Radfernweg
Neuburg liegt am Donauradweg, der von der Donauquelle über Passau, Wien und Budapest bis zur Mündung in das Schwarze Meer führt und am teils parallel verlaufenden EuroVelo 6-Radweg, welcher als Flüsseroute entlang von sechs europäischen Flüssen vom Atlantik bis zum Schwarzen Meer verläuft.

### Industrie und Gewerbe
Die größten Arbeitgeber der Stadt sind die Unternehmen Verallia Deutschland, Rockwool, Faurecia, Leoni sowie die Hoffmann Unternehmensgruppe (Sonax und Hoffmann Mineral) in den Bereichen Glas- und Chemische Industrie. Darüber hinaus erfüllt Neuburg die traditionelle Funktion eines Handels- und Dienstleistungszentrums für das ländliche Umland. Auch das Logistikunternehmen Roman Mayer Logistik Group besitzt eine Niederlassung in Neuburg.

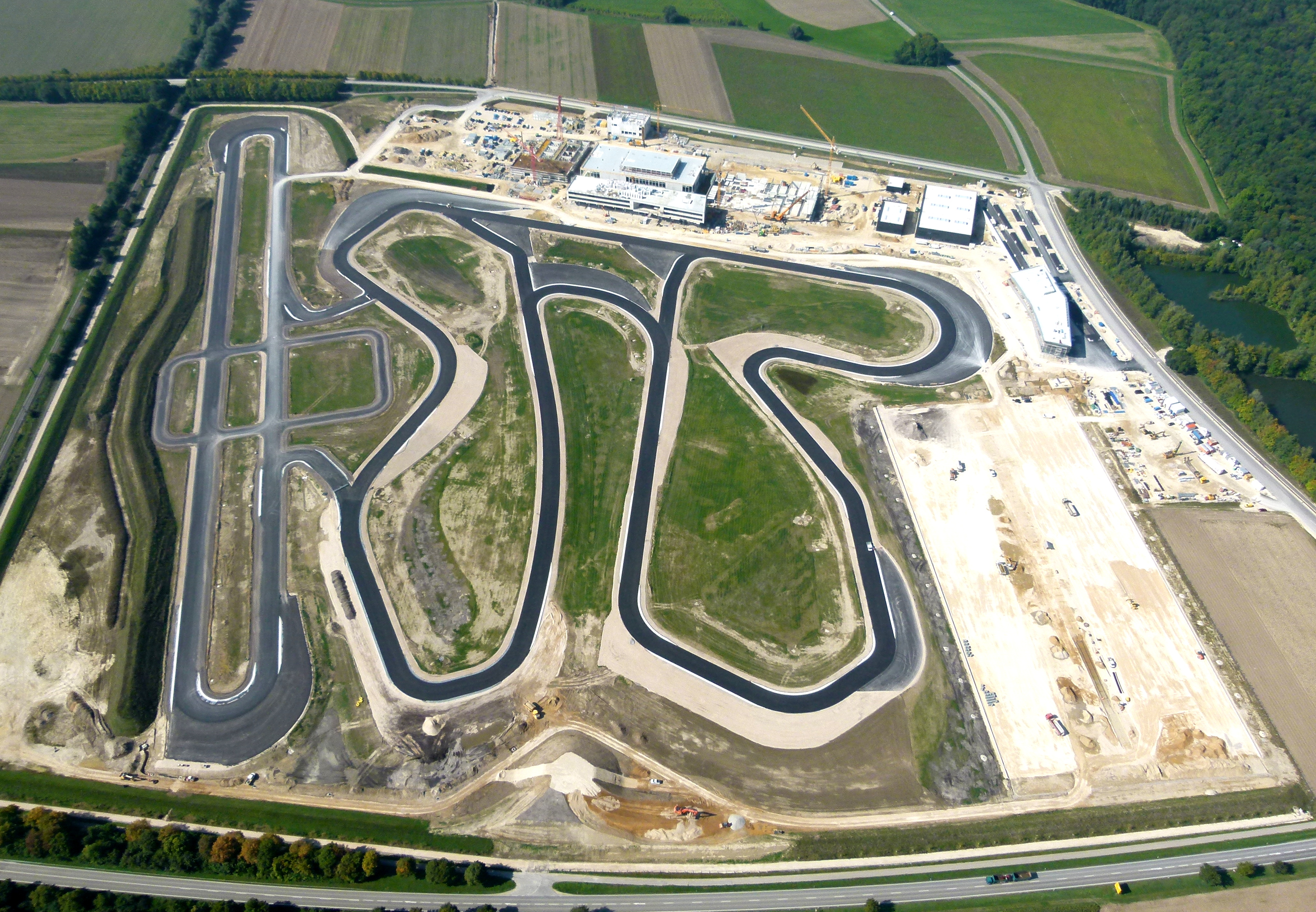
Luftaufnahme des Audi Driving Experience Centers in Neuburg an der Donau während der Bauarbeiten 2013. Seit der Fertigstellung 2014 befindet sich auf diesem Areal neben der Anlage für Test- und Erlebnisfahrten auch der Sitz der Motorsport-Abteilung von Audi.

Von August 2012 bis zur Eröffnung im August 2014 baute der Ingolstädter Automobilhersteller Audi ein Fahr- und Präsentationszentrum mit insgesamt 460 Arbeitsplätzen, in dem auch die Motorsportabteilung des Konzerns nach ihrem Umzug angesiedelt ist. Die Stadtwerke Neuburg an der Donau sind der regionale Energieversorger.

### Taktisches Luftwaffengeschwader 74
Auf dem Fliegerhorst und in der Wilhelm-Frankl-Kaserne am östlichen Stadtrand ist das Taktische Luftwaffengeschwader 74 (TaktLwG 74) beheimatet. Es ist ein Verband der Luftwaffe der Bundeswehr und als zweites deutsches Einsatzgeschwader mit dem Eurofighter Typhoon ausgestattet worden. Das TaktLwG 74 stellt die Alarmrotte für den süddeutschen Luftraum.
An diesem Standort befand sich bis zum Ende des Zweiten Weltkrieges eine Blindflugschule.

### Technisches Hilfswerk (THW) Ortsverband Neuburg
In Neuburg befindet sich ein Ortsverband der Bundesanstalt Technisches Hilfswerk (THW). Dieser gliedert sich auf in einen Technischen Zug mit Zugtrupp, Bergungsgruppe, Fachgruppe Notversorgung/Notinstandsetzung und Fachgruppe Wassergefahren. In Neuburg ist das THW vor allem im Bereich des Hochwasserschutzes eingebunden. Hierzu zählen der Aufbau des mobilen Hochwasserschutzes im Bereich Donaukai, Brandl und Insel und die Vorhaltung eines Notstromaggregats mit 165 kVA und diverser Großpumpen mit einer Gesamtkapazität von 52.000 l/min. Außerdem engagiert sich der Ortsverband auch in der Jugendarbeit.

### Sonstige öffentliche Einrichtungen

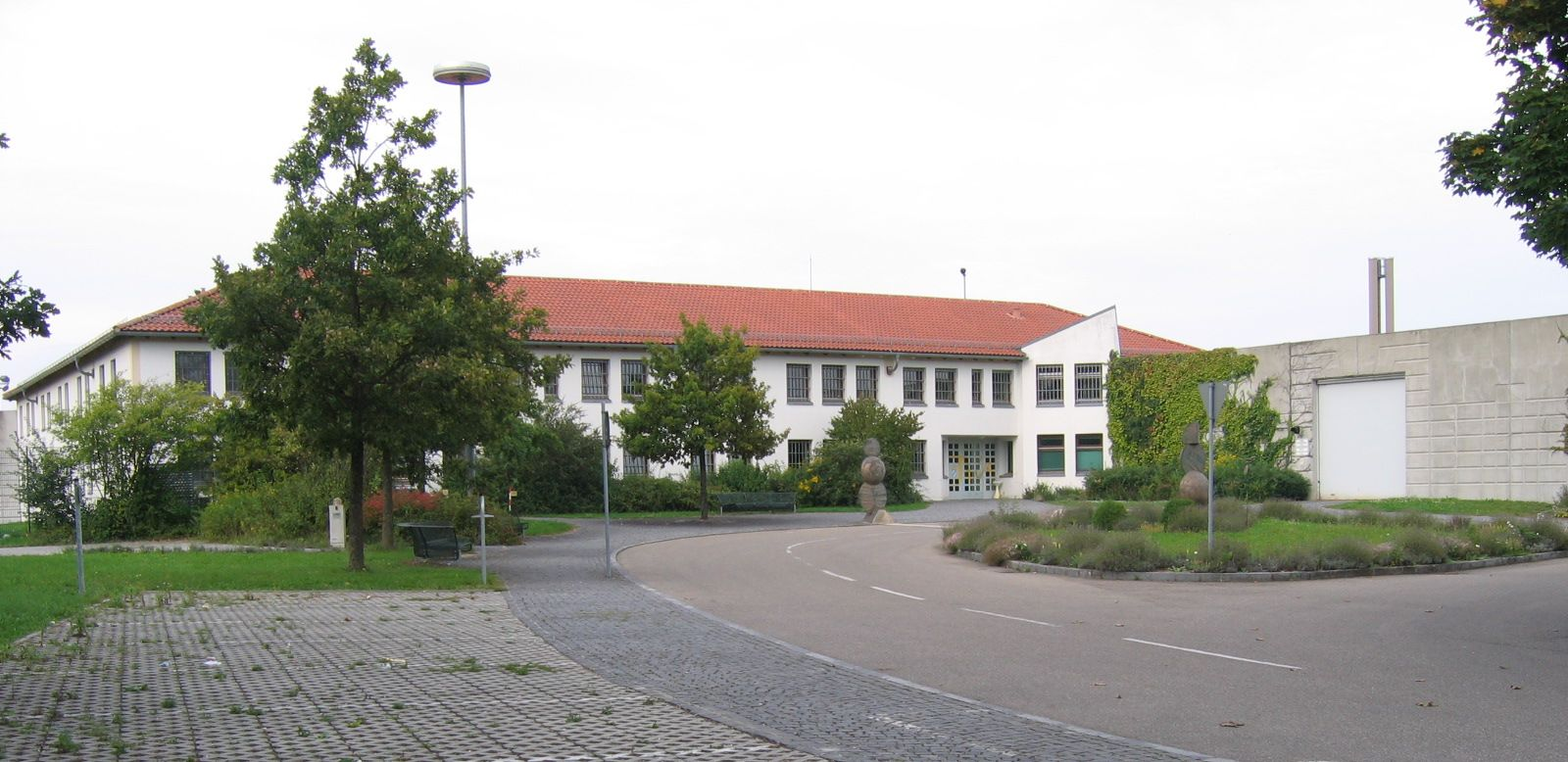
Justizvollzugsanstalt Neuburg-Herrenwörth

In den Jahren 1985 bis 1990 wurde in Herrenwörth die Justizvollzugsanstalt Neuburg-Herrenwörth errichtet. Auf 54 Millionen Mark wurde das Bauvolumen beziffert, aber zugleich gab dies 125 neue Arbeitsplätze. Am 24. Juli 1985 legten die Behördenvertreter den Grundstein für das Bauvorhaben, unter ihnen der damalige bayerische Justizminister August Lang. Zur Erinnerung an dieses historische Ereignis kamen die Tageszeitungen „Neuburger Rundschau“, „Süddeutsche Zeitung“ sowie der „Donaukurier“ mit einer Urkunde in eine Kupferhülle. Nach einer Bauzeit von knapp fünf Jahren belegten im März 1990 erstmals Strafgefangene das Gebäude. Daneben existiert noch die Justizvollzugsanstalt Neuburg (Altstadt).

### Schulen und Hochschulen
In Neuburg gibt es elf allgemein bildende Schulen, an denen insgesamt 4664 Schüler unterrichtet werden: vier Grundschulen, eine Mittelschule, zwei Förderzentren, eine Wirtschaftsschule, zwei Realschulen sowie ein Gymnasium. Weiter gibt es elf berufliche Schulen: eine Berufsschule, acht Berufsfachschulen, zwei weitere Fachschulen sowie je eine Fachoberschule, Berufsoberschule und Fachakademie. Außerdem gibt es seit 2021 den Campus Neuburg der Technischen Hochschule Ingolstadt (THI) mit mehreren Bachelorstudiengängen.
| - Grundschule im Englischen Garten - Grundschule Am Schwalbanger - Grundschule Neuburg-Ost (Ostend-Schule) - St. Franziskus Kath. Freie Grundschule des Schulwerks der Diözese Augsburg - Mittelschule Neuburg (Park-Schule) - Sophie-Scholl-Förderschule der Arbeiterwohlfahrt - Dr.-Walter-Asam-Schule, Sonderpädagogisches Förderzentrum - Staatliche Wirtschaftsschule - Staatliche Realschule Neuburg a. d. Donau (früher Paul-Winter-Realschule) - Maria-Ward-Realschule des Schulwerks der Diözese Augsburg - Descartes-Gymnasium | - Staatliche Berufsschule - Staatliche Berufsfachschule für Ernährung und Versorgung - Staatliche Berufsfachschule für Kinderpflege - Berufsfachschule für Krankenpflege der KJF Klinik St. Elisabeth - Berufsfachschule für Kinderkrankenpflege der KJF Klinik St. Elisabeth - Berufsfachschule für Pflege der KJF Klinik St. Elisabeth (Schuljahr 2019/20 noch keine Schüler) - Berufsfachschule für Pflege der Stiftung St. Johannes (Schuljahr 2019/20 noch keine Schüler) - Berufsfachschule für Altenpflege der Stiftung St. Johannes - Staatliche Berufsfachschule für Sozialpflege - Fachschule für Heilerziehungspflege und Heilerziehungshilfe der Stiftung St. Johannes - Katholische Fachschule für Dorfhelferinnen und Dorfhelfer - Staatliche Fachoberschule - Staatliche Berufsoberschule - Staatliche Fachakademie für Sozialpädagogik - Zweigstelle der Technischen Hochschule Ingolstadt (THI) Campus Neuburg |

### Kindertageseinrichtungen
Die 20 Kindertagesstätten in der Stadt verfügten am 1. März 2021 über 1322 genehmigte Plätze. 1172 Kinder besuchten die Einrichtungen, davon 123 unter drei Jahren.

### Trinkwasserversorgung und Abwasserentsorgung
Die Gewinnung, Aufbereitung und Verteilung des Trinkwassers wird von den Stadtwerken Neuburg an der Donau übernommen. Das Trinkwasser für Neuburg wird ausschließlich aus Grundwasser gewonnen. Dazu stehen in Sehensand drei Brunnen mit einer Tiefe von 204 bis 220 Metern zur Verfügung. Es werden jährlich 2,2 Mio. m³ Rohwasser gefördert und im Wasserwerk Sehensand belüftet und einer Enteisenung und Entmanganung unterzogen. Anschließend gelangt das Trinkwasser in das Neuburger Leitungsnetz. Hier ist an der Donauwörther Straße ein Hochbehälter mit 8.000 m³ Speichervolumen eingebunden.
Mit einer Gesamthärte von 20,0 °dH fällt das Wasser in den Härtebereich „hart“. Der Brutto-Verbrauchspreis liegt bei 1,78 Euro je Kubikmeter.
Die Ableitung und Reinigung des anfallenden Abwassers fällt in den Zuständigkeitsbereich der Stadt Neuburg. 98,8 % der Stadtbewohner waren 2016 an die Kanalisation angeschlossen. Die Kläranlage Neuburg wurde 1965 in Betrieb genommen und seitdem mehrfach erweitert. Heute hat sie eine Ausbaugröße von 67.000 Einwohnerwerten. Täglich werden bei Trockenwetter 10.000 m³ Abwasser im Belebtschlammverfahren gereinigt und in die Donau abgegeben. Der anfallende Klärschlamm wird über 18 bis 20 Tage verfault und anschließend mit einer Zentrifuge entwässert und getrocknet. Zum Schluss erfolgt die Verbrennung des Schlamms. Das bei der Faulung entstehende Klärgas wird zur Strom- und Wärmeerzeugung verwendet.

## Kuriosa
Im Gemeindeteil Heinrichsheim von Neuburg ereignete sich im Herbst 2001 der Todesfall Rudolf Rupp. Er gilt als einer der bizarrsten Fälle in der jüngeren deutschen Kriminalgeschichte. Denn mit dem späteren Auffinden seiner skelettierten Leiche am Steuer des in der Donau versunkenen Pkws war es erwiesen, dass die Feststellungen im Urteil des Landgerichts Ingolstadt in weiten Teilen nicht stimmen konnten. Infolge dieses Urteils hatten Rupps Ehefrau, seine beiden Töchter sowie der damalige Freund einer der Töchter mehrjährige Haftstrafen verbüßt.